# Fort 38 „Skała”

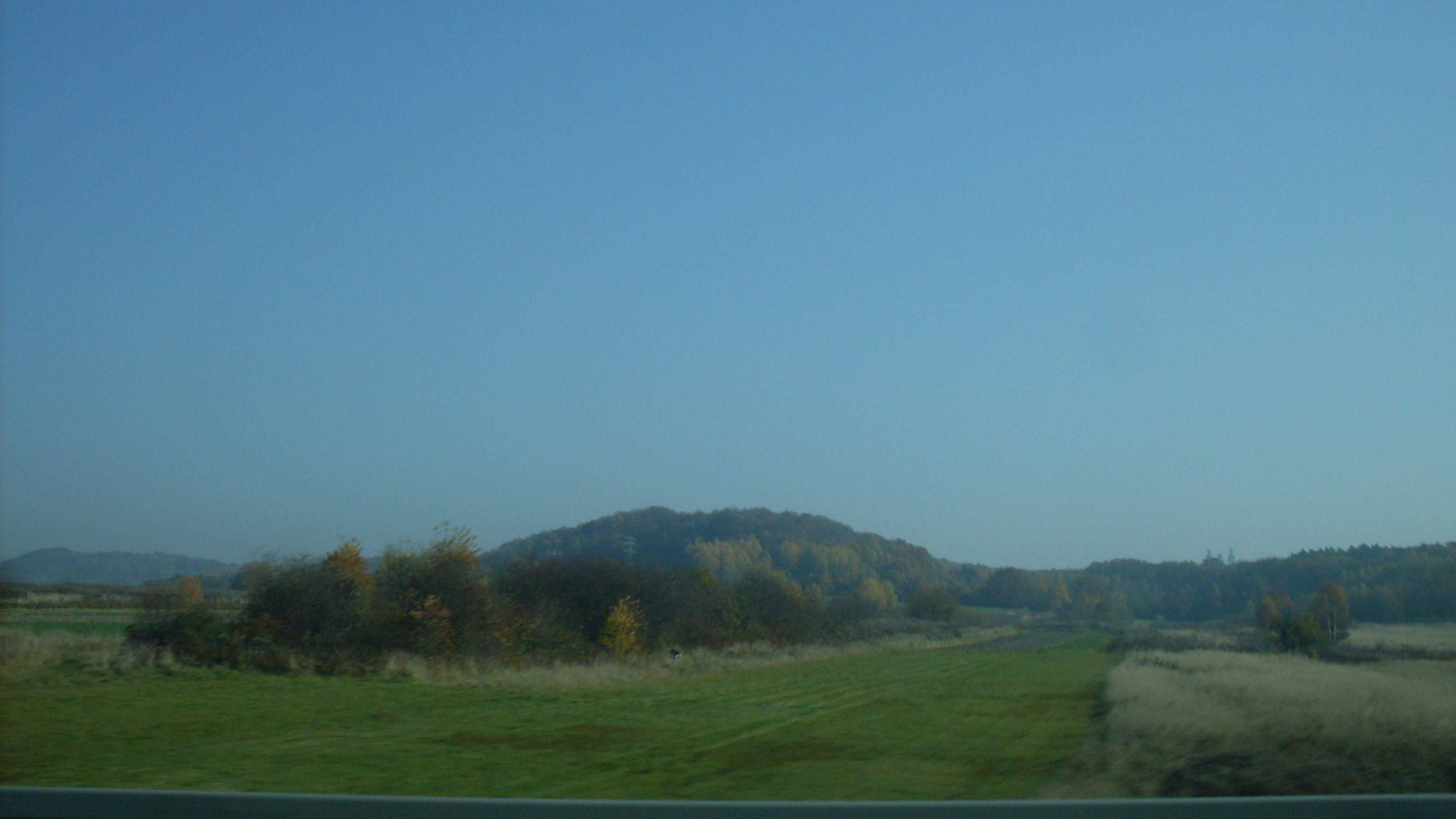
Widok na wzgórze od strony zachodniej

Fort 38 Skała (Śmierdząca Skała) – jeden z fortów Twierdzy Kraków. Powstał w 1878 roku jako fort półstały. W latach 1884–1886 został przebudowany na fort pancerny. Jest to pierwszy fort pancerny w Twierdzy Kraków. Stanowił zachodnie czoło Twierdzy Kraków. Należał do III sektora obronnego i był jego głównym obiektem.

## Historia
Projektantem fortu był Szwajcar, gen. Daniel Salis-Soglio. Celem budowy było zapewnienie obrony rubieży między dolinami Rudawy i Wisły. Fort wspomagał od północy Fort 39 Olszanica, a od południa Fort Bielany.
Fort 38 Skała nie brał udziału w walkach I wojny światowej. Podczas dwudziestolecia międzywojennego pozostał własnością wojska. W latach 1921–1926 fort był remontowany. Również podczas II wojny światowej nie został zniszczony.
W 1953 roku został przekazany Uniwersytetowi Jagiellońskiemu, który przeznaczył zabudowania fortu na obserwatorium astronomiczne. Obserwatorium oddano do użytku w maju 1964 roku z okazji jubileuszu 600-lecia uniwersytetu.

## Położenie fortu
Fort znajduje się na łagodnie opadającym w kierunku zachodnim zboczu wzgórza Sowiniec, przy ulicy Do Obserwatorium, w Krakowie. Za fortem ten grzbiet kończy się kilkunastometrowym obrywem skalnym.